# Franco Assante
Franco Assante (Sant'Apollinare, 5 settembre 1923 – Cassino, 11 agosto 2014) è stato un politico italiano.

## Biografia
Laureato in giurisprudenza, di professione avvocato. Consigliere comunale della città di Cassino, è annoverato tra gli artefici della ricostruzione dopo la battaglia della seconda guerra mondiale che si concentrò in quella zona.
Esponente del PCI, venne eletto nella V e VI legislatura alla Camera dei deputati, rimanendo in carica dal 1968 al 1976.
A seguito della svolta della Bolognina nel 1989, aderì successivamente al PDS, poi ai DS e infine al PD
Morì all'età di 90 anni nell'agosto 2014.